# Diomedes (Argos)
Diomedes (Oudgrieks: Διομήδης) is een persoon uit de Griekse mythologie. Hij was koning van Argos ten tijde van de Trojaanse Oorlog. Hij was een zoon van Tydeus en Deipyle. Tydeus was bekend van Zeven tegen Thebe. Om de dood van zijn vader bij die gelegenheid te wreken, trok hij met de zonen van de andere bij Thebe gesneuvelde koningen op tegen de stad, met meer succes dan zijn vader. Deze zonen die hun vaders wreekten werden de Epigonen genoemd.
Diomedes was een van de belangrijkste Griekse helden van de Trojaanse Oorlog. Wel tachtig schepen waren onder zijn aanvoering uit Argos en Tyrene gekomen. Diomedes heeft veel Trojanen gedood. Met de hulp van de godin Pallas Athena verwondde hij zowel Aphrodite, de godin van de liefde, als Ares, de god van de oorlog, die beiden aan de kant van de Trojanen vochten. De grootste Trojaanse strijder waar Diomedes mee vocht was Aeneas, die gedood zou zijn door Diomedes als Aphrodite hem niet gered zou hebben.
In datzelfde gevecht versloeg hij Pandaros. En Diomedes wierp. Zijn speer, door Athena gericht, trof Pandaros in de neus naast het oog en drong door de blanke tanden (Ilias, boek 5).
Diomedes stond bekend om zijn kunde met de lans en de strijdwagen en was vermaard om zijn strijdkreet. De twee eerstgenoemde eigenschappen komen naar voren in de spelen na de begrafenis van Patroklos, Achilleus' vriend. Hierin verslaat Diomedes Aias de grote. Een andere eigenschap die veelvuldig geroemd wordt is Diomedes' dapperheid, al doet die volgens vele Grieken, waaronder Nestor, nog steeds onder voor de dapperheid van Diomedes' vader Tydeus. Dit past in de Griekse traditie een vorige generatie hoger in te schatten, zoals Hesiodos de generaties indeelt in gouden, bronzen en ijzeren generaties etc.
Daarnaast werkt Diomedes vaak samen met Odysseus. Zij voerden vaak samen missies uit, zoals de spionagemissie naar het kamp van Hektor en de Trojanen, beschreven in de Ilias. Hierbij kwamen zij de Trojaanse spion Dolon tegen die zij later vermoordden. Tijdens deze missies is Odysseus vaak vooral de sluwe prater en manipulator, en Diomedes de krachtpatser. Ook stalen zij het Palladion, een beeld van Athena, uit Troje; dit was volgens de profetieën noodzakelijk voor de uiteindelijke overwinning van de Grieken.
Diomedes heeft echter ook een zachtere kant, die hij toont bij de ontmoeting met Glaukos, een van de leiders der Lyciërs. Vele generaties terug, zij noemen beiden hun stambomen op, blijkt dat hun voorvaderen elkaar kenden en als vrienden ontvingen. Daarop besluiten zij elkaar tijdens de gevechten niet aan te vallen en elkaar te ontzien waar mogelijk. Ook wisselden zij hun wapenrustingen uit.
Diomedes is - met onder andere Menelaos, Odysseus en Neoptolemus (de zoon van Achilles) – een van de strijders die in het paard van Troje verscholen zaten.
De aanvallen op de Olympische goden zouden uiteindelijk niet ongestraft blijven. Aigialeia, de vrouw van Diomedes was hem niet trouw gebleven tijdens zijn verblijf in Troje. Dat zou de wraak van godin Aphrodite zijn. Diomedes vertrok naar Apulië in Italië, waar hij de steden Brindisium en Arpus Hippium stichtte. In de Aeneis van Vergilius vroegen de bewoners van Latium hem hen te steunen in hun strijd tegen Aeneas, maar hij weigerde en sloot vrede met zijn voormalige vijand uit de Trojaanse oorlog.
- Gemeinsame Normdatei: 119315238
- Nationale Bibliotheek van Israël: 987007541937105171
- Système universitaire de documentation: 238344657
- Virtual International Authority File: 74660488
- WorldCat: E39PCjCKvyqXdd9m8mmmkPRD7b